# Наха (аеропорт)
Аеропорт Наха (яп. 那覇空港, なはくうこう, наха куко; англ. Naha Airport) — державний вузловий міжнародний аеропорт в Японії, розташований в місті Наха префектури Окінава. Розпочав роботу з 1972 року. Спеціалізується на внутрішніх та міжнародних авіаперевезеннях. Паралельно використовується як летовище Повітряних Сил Самооборони та Берегової охорони Японії.
З містом Наха аеропорт зв'язує монорейка відкрита у 2003 році.